# Robiquetia bertholdii
Espèce
Statut CITES
Robiquetia bertholdii est une espèce d'orchidées du genre Robiquetia originiaire d'Océanie.